# Lucien Perpère
Lucien Perpère (* 31. Mai 1912 in Mascara, Französisch-Nordafrika; † 28. August 1996 in Reims) war ein französischer Fußballspieler und -trainer. Er galt als „der erste große Torjäger in der Geschichte von Stade Reims“, für den und dessen Vorgängerverein er 15 Jahre lang spielte. Zudem hat er mehrere Bücher über Ausbildung und Training jugendlicher Fußballer verfasst.

## Spielerkarriere
Lucien Perpère kam mit seinen Eltern in jungen Jahren aus dem seinerzeit französischen Algerien ins französische Mutterland nach Reims. Dort spielte er schon als Schüler Fußball bei der Société Sportive du Parc Pommery (SSPP), aus der 1931 Stade Reims hervorging. Für Stades erste Mannschaft agierte er als Sturmspitze und Torjäger während deren Aufstieg vom Amateur- (Division d’Honneur) zum Profifußball (ab 1935 zweite, ab 1939 erste Division). Er selbst blieb aber auch dann, bis auf eine kurze Zeit in der zweiten Hälfte der 1930er, Amateur und arbeitete in seinem Brotberuf als Journalist beim L’Éclaireur de l’Est (Vorläufer der heutigen regionalen Tageszeitung L’Union).
Seine ersten Einsätze in der Ligaelf der SSSP verzeichnete er als 16-Jähriger in der Saison 1928/29, als dieser der Aufstieg in die Division d’Honneur gelang. Ab 1931 im damals noch schwarz-orangefarbenen Dress von Stade Reims antretend, gewann er 1935 seinen ersten Titel als französischer Amateurmeister. Inzwischen sogar Mannschaftskapitän, nahm er nach dem Endspiel die Trophäe aus der Hand von Verbandspräsident Jules Rimet entgegen. Gleichzeitig fand Reims auch Aufnahme – einen automatischen Auf- und Abstieg zwischen professionellem und Amateurligabereich gab es damals nicht – in die Division 2. In der ersten Zweitligasaison (1935/36), die Reims auf einem Platz im Tabellenmittelfeld abschloss, bestritt er 19 der 33 ausgetragenen Punktspiele und erzielte acht Treffer. In der folgenden Saison belegte Stade Reims nur den vorletzten Rang; Lucien Perpère brachte es diesmal bei 25 Einsätzen auf neun Torerfolge. 1939 spielte Reims’ zweite (Amateur-)Elf erneut um die Landesmeisterschaft, und im mit 1:0 gegen Stade Béthune gewonnenen Endspiel waren drei Nicht-Profis aus der ersten Mannschaft dabei. So wurde der als „solide und durchsetzungsfähig“, zugleich „Draufgänger wie Ballverteiler“ charakterisierte Perpère erneut französischer Amateurmeister. Außerdem machte er auch im Landespokal auf sich aufmerksam, als ihm im zweiten Wiederholungsspiel des Achtelfinales gegen die klassenhöhere AS Saint-Étienne auf Vorlage von Albert Batteux das Tor des Tages gelang.
In den folgenden Jahren, nach Ausbruch des Zweiten Weltkriegs und deutschem Einmarsch in Frankreich, kam Perpère auch regelmäßig zu Einsätzen in der höchsten Spielklasse, in die Stade Reims aufgenommen wurde, obwohl es sich sportlich nicht dafür qualifiziert hatte. Allerdings zählen diese sogenannten „Kriegsmeisterschaften“ (1939 bis 1945) nicht als offizielle Wettbewerbe. Besonders erfolgreich verlief die Spielzeit 1941/42: Reims beendete die Saison als Tabellenerster der Nord-Gruppe (also des besetzten Landesteils) – ein Entscheidungsspiel gegen Süd-Sieger FC Sète war nicht vorgesehen – und erreichte im Pokalwettbewerb das Finale der besetzten Zone gegen Red Star Olympique. Dem Sturmführer gelang darin, anders als seinem Gegenpart André Simonyi, kein Treffer, und das Endspiel ging mit 0:1 verloren.
Im Sommer 1943 wurden auf politischen Beschluss des Vichy-Regimes sämtliche Vereinsmannschaften der ersten Liga durch sogenannte Bundesauswahlen ersetzt. In der Équipe Fédérale Reims-Champagne fand Perpère keine Verwendung, auch aufgrund eines am Ende der Vorsaison erlittenen Armbruches, weshalb er nach rund 300 Begegnungen (darunter 267 Punktspiele) mit mehr als 100 Treffern für Stade Reims als Spielertrainer zur Équipe Fédérale Bordeaux-Guyenne delegiert wurde. Dort stellte er sich allerdings nur in drei Spielen selbst auf, und am Jahresende verließ er Bordeaux wieder, um in gleicher Funktion für den burgundischen Amateurklub FC Gueugnon tätig zu werden, zunehmend allerdings nur noch als Trainer.
1938 war Perpère in der französischen Amateurnationalmannschaft eingesetzt worden, die gegen ein Auswahlteam der englischen Isthmian League 2:1 gewann. Außerdem war er zu seiner aktiven Zeit Rekordspieler in der Regionalauswahl Nordostfrankreichs.

### Vereinsstationen
- Société Sportive du Parc Pommery (1928–1931)
- Stade de Reims (1931–1943)
- Équipe Fédérale Bordeaux-Guyenne (August bis Dezember 1943)
- FC Gueugnon (Januar 1944–1947)

## Tätigkeit als Trainer und Autor
Bald nach Kriegsende gewann Lucien Perpère seine dritte französische Amateurmeisterschaft (1947), diesmal als Trainer des FC Gueugnon, bei dem er auch eines der ersten Nachwuchs-Ausbildungszentren in Frankreich schuf. In der Folge hat er, immer neben seinem Hauptberuf als Journalist, den FC Roanne – mit dem er 1949 erneut, allerdings diesmal erfolglos um den Amateurtitel spielte –, danach den FC Mulhouse und kurzzeitig sogar die Erstligaelf des FC Nancy trainiert. In dieser Zeit begann er zudem damit, Bücher über die fußballerische Ausbildung von Kindern und Jugendlichen sowie über seinen in den 1950ern zu internationaler Bedeutung aufgestiegenen Ex-Verein aus Reims zu verfassen.

## Palmarès
- Französischer Amateurmeister: 1935, 1939 (als Spieler), 1947 (als Trainer)

### Über Perpère
- Marc Barreaud/Alain Colzy: Les géants du Stade de Reims. Euromedia, Douzy 2012, ISBN 979-10-90217-07-2
- Pascal Grégoire-Boutreau/Tony Verbicaro: Stade de Reims – une histoire sans fin. Cahiers intempestifs, Saint-Étienne 2001, ISBN 2-911698-21-5
- Michel Hubert/Jacques Pernet: Stade de Reims. Sa légende. Atelier Graphique, Reims 1992, ISBN 2-9506272-2-6

### Von Perpère
- Football, ma passion ! Les éditions Paris-Vendôme, 1951
- Prends un ballon petit … Initiation au foot-ball. Éd. Matot-Braine
- Si le Stade m’était conté.
- Comment on devient footballeur. Famot, Genève 1979
- (gemeinsam mit Victor Sinet und Louis Tanguy): Reims de nos amours. 1931/1981 – 50 ans de Stade de Reims. Alphabet Cube, Reims 1981
- Football, sa passion. Éd. Matot-Braine, 1982